# Indicatori di sostenibilità ambientale
Nell'ambito della gestione ambientale, per indicatori di sostenibilità ambientale e indicatori ambientali si intendono dati, valori statistici e parametri utili alla valutazione qualitativa o quantitativa delle condizioni sociosanitarie e socio-economici di un sistema in esame. 
In particolare: 
- gli indicatori ambientali sono parametri rilevabili che mostrano le condizioni di un sistema ambientale;
- gli indicatori di sostenibilità sono indicatori ambientali particolari che aiutano a comprendere se le condizioni ambientali rientrano in determinate aspettative e soddisfano gli obiettivi di sviluppo sostenibile.

Grazie agli indicatori di sostenibilità ambientale è possibile individuare eventuali problemi ed ipotizzare soluzioni; ad esempio utilizzando i dati sulle emissioni globali di gas serra si possono ipotizzare scenari futuri del sistema di interazione uomo-clima e favorire la sostenibilità delle politiche di consumo degli idrocarburi. Ogni indicatore ambientale può essere considerato come una variabile significativa del sistema da comprendere; di conseguenza tanto più è complesso un sistema tanti più sono gli indicatori necessari per descriverlo; gli indicatori di sostenibilità ambientale sono associati agli obiettivi di sviluppo sostenibile.
L'uso degli indicatori di sostenibilità ambientale è sempre più praticato da enti, organizzazioni ed istituzioni, a livello locale o globale (ONU, OCSE, UE, Comuni, azienda, ecc.) che intendono intervenire con logiche di sviluppo sostenibili; molte di tali istituzioni pubblicano periodicamente rapporti ambientali basati su indicatori di sostenibilità ambientale, al fine di comprendere e controllare i legami tra economia, società ed ambiente.

## Storia
Prima dell'introduzione del concetto di sostenibilità, gli indicatori tradizionali spesso consideravano separatamente i vari ambiti dello sviluppo, come se fossero indipendenti gli uni dagli altri. Questo modo riduzionista di concepire la realtà non agevolava la piena consapevolezza della complessità dei sistemi ambientali, economici, sociali poiché il loro stato veniva trattato in maniera troppo semplificata. A partire dagli anni sessanta ci si è resi conto della complessità delle interconnessioni. Ad esempio le risorse naturali sono tra le materie prime del sistema-socio-economico e dalla loro disponibilità dipendono innumerevoli altri fattori quali la salute delle persone o il benessere sociale, la qualità dell'acqua o dell'aria e persino la crescita economica o l'occupazione; per svilupparsi il sistema antropico deve consumare tali risorse in quantità minore, o al massimo uguale, di quanto se ne producano. 
Negli anni ottanta nascono i primi obiettivi sullo sviluppo sostenibile e quindi gli indicatori di sostenibilità ambientale. La sostenibilità è un concetto complesso, definito e interpretato nei modi più diversi; ci si è resi conto che lo sviluppo sostenibile non è un percorso semplice che richiede strumenti adeguati, tra cui appunto gli indicatori di sostenibilità. Il genere umano interagisce con la natura per poter crescere e svilupparsi, ma questo deve avvenire entro certi limiti, alterando il meno possibile il contesto biofisico globale; per conoscere questi limiti bisogna analizzare lo spazio e l'ambiente con cui andiamo ad interagire, raccogliendo informazioni, dati ed indicatori. I dati in nostro possesso possono essere organizzati per una più facile lettura della situazione e per il raggiungimento di determinati obiettivi. 
Quanto più un obiettivo da raggiungere è di difficile definizione e dai contorni incerti, tanto più gli indicatori di sostenibilità hanno un ruolo fondamentale per il suo effettivo conseguimento. Per questo motivo, la costruzione di un insieme di indicatori basati su solide argomentazioni teoriche, efficaci nell'orientare i processi decisionali, capaci di restituire un concreto quadro di valutazione nei monitoraggi, è diventato uno dei compiti principali della ricerca in tema di sostenibilità e delle pratiche di sviluppo. Dalla loro messa a punto dipende la definizione operativa del concetto stesso di sostenibilità. L'individuazione degli indicatori della sostenibilità è uno dei nodi attorno al quale s'incontrano ricerca scientifica ed azione politica. Come afferma l'Osservatorio sulle Città Sostenibili “gli indicatori [sono] necessari per saldare la conoscenza con la scelta politica, tramite quell'atto cruciale che è la valutazione delle prestazioni, in termini di sostenibilità dei sistemi che vanno governati e delle azioni di governo”.

## Classificazione e tipologie
Differenti sono i modi per definire gli indicatori in generale, e dunque anche quelli di sostenibilità. Una prima grande distinzione è tra indicatori relativi a fenomeni direttamente misurabili e indicatori relativi a fenomeni non misurabili in maniera diretta.
Molti dei fenomeni che riguardano la sostenibilità sono quantificabili. Alcuni sono fenomeni chimici e fisici direttamente misurabili (ad es. le emissioni di CO2); altri invece sono caratteri per i quali non disponiamo di strumenti di misura diretta, ma che possono sempre essere espressi quantitativamente con riferimento ad un'appropriata e ponderata scala di intensità.
Più interessante, ai fini delle valutazioni di sostenibilità, è la distinzione tra:
- indicatori fisici, dotati di unità di misura e che esprimono i livelli delle variabili individuate come significative;
- indicatori multidimensionali, o indici, costituiti da aggregazione di indicatori e dati dello stesso tipo o di tipi diversi.

In concreto, i primi forniscono l'informazione di base sulle componenti del sistema, ad esempio sulle quantità e sui flussi (es. produzione annua di rifiuti in una regione); mentre i secondi consentono di condensare l'informazione presente in più parametri per meglio comunicare e facilitare la conoscenza (es. accoppiamento tra la produzione di rifiuti e benessere economico misurato dal rapporto tra i rifiuti prodotti ed il prodotto interno lordo di una regione). Gli indici mettono in luce ad esempio i rapporti tra le componenti del sistema; inoltre gli indici possono essere espressi in valori assoluti, attraverso la normalizzazione e l'aggregazione delle informazioni di partenza, facilitano le comparazioni tra sistemi ambientali, territori ed organizzazioni.
Gli indicatori possono essere classificati anche in base alla funzione che svolgono:
- gli indicatori descrittivi, sono indicatori elementari che misurano “cosa sta succedendo” in relazione alle varie componenti ambientali, sono i tipici indicatori di base per la caratterizzazione della situazione ambientale;
- gli indicatori prestazionali, sono indicatori descrittivi associati a dei target, delle soglie, dei valori obiettivo misurabili; quindi gli indicatori prestazionali misurano la distanza ("distance-to-target") di un sistema ambientale rispetto a valori di riferimento, obiettivi politici, livelli di sostenibilità; perciò gli indicatori prestazionali spesso sono anche chiamati “di efficacia” e sono molto utili perché spingono all'azione, consentono di finalizzare le politiche, di focalizzare gli interventi di sviluppo, di misurare i progressi verso lo sviluppo sostenibile; naturalmente la rilevanza degli indicatori prestazionali è funzione degli obiettivi che ci si pone, cioè gli obiettivi ambientali e gli indicatori prestazionali si corrispondono in una struttura gerarchica;
- gli indicatori (indici) di efficienza, sono espressi come indici e misurano l'efficienza di uso delle risorse o di inquinamento per unità di prodotto, di processo, di reddito, ecc.

Ai fini della valutazione dello sviluppo sostenibile è più utile la suddivisione degli indicatori in due categorie:
- Indicatori assoluti, che esprimono una misura assoluta di un indicatore ritenuto rilevante nel corso dell'indagine.
- Indicatori relativi, intesi come relazioni tra indicatori assoluti dello stesso tipo o di tipo diverso.

Gli indicatori assoluti forniscono le informazioni di base del sistema. Gli indicatori relativi, mettendo in relazione tali informazioni, consentono di avere una conoscenza completa del sistema. Confrontando gli indicatori assoluti, infatti, è possibile studiare i legami tra i parametri, il loro andamento nel tempo e la loro velocità di variazione.
Gli indicatori possono essere ulteriormente organizzati secondo un modello di causalità uomo-ambiente, sviluppato negli anni '70 dallo statistico canadese Anthony Friend: il modello pressioni-stato-risposte (PSR). Secondo questo modello prima le attività umane esercitano pressioni sull'ambiente, cambiandone lo stato, poi rispondono per adattare il sistema uomo-ambiente. Negli anni ‘90 il modello PSR venne adottato dall'Ocse e poi venne modificato dalla commissione per lo sviluppo sostenibile delle Nazioni unite (Uncsd) che sostituì le pressioni con i determinanti (driving forces), cioè i fattori socio-economici che causano le pressioni ambientali. I deterimanti sono in pratica i fattori di sviluppo socio-economico significativi per i loro risvolti ambientali. Nella seconda metà degli anni ‘90 l'Agenzia ambientale europea finalmente adottò uno schema di classificazione più completo: determinanti, pressioni, stato, impatti, risposte ambientali (DPSIR; Eea, 1999; Cagnoli 2010). Lo schema DPSIR è oggi uno schema molto noto, utilizzato per classificare gli indicatori.
- Gli indicatori "determinanti" descrivono le attività socio-economiche che causano le pressioni ambientali; indicatori determinanti sono ad esempio il numero di abitanti presenti in un bacino, oppure l'estensione fisica di un insediamento.
- Gli indicatori di "pressione" descrivono le azioni dell'uomo che direttamente causano modifiche sullo stato delle componenti ambientali (cioè direttamente impattanti per l'ambiente), come i prelievi di risorse naturali o le emissioni di inquinanti; indicatori di pressione sono ad esempio la portata dei prelievi d'acqua da un fiume, oppure di reflui scaricati nel fiume. Il rapporto tra un indicatore di pressione con un indicatore determinante, tra di loro correlati, fornisce un indice d'efficienza ambientale (p.e. per bacino idrografico il rapporto tra gli scarichi di reflui e gli abitanti presenti indica se gli insediamenti hanno un'efficienza depurativa più o meno alta).
- Gli indicatori di "stato" descrivono le condizioni di qualità delle varie componenti ambientali; indicatori di stato sono ad esempio la portata di un fiume o la concentrazione dei nitrati che inquinano l'acqua di un fiume.
- Gli indicatori di "impatto" descrivono le modifiche di stato per effetto delle pressioni antropiche; indicatori di impatto sono ad esempio la riduzione di portata fluviale a valle di un prelievo oppure l'aumento di nitrati nelle acque di un fiume a valle di uno scarico. Si rileva in particolare che gli indicatori d'impatto dovrebbero essere l'obiettivo conoscitivo fondamentale di ogni studio di impatto ambientale. Il rapporto tra un indicatore di impatto ed un indicatore di pressione, tra di loro correlati, fornisce un indice di sensibilità ambientale della componente interessata (p.e. in un fiume il rapporto tra i nitrati presenti e quelli scaricati indica una sensibilità ambientale più o meno elevata).
- Gli indicatori di "risposta" descrivono le azioni umane intraprese per risolvere un problema ambientale, come ad esempio la depurazione degli inquinanti o la riduzione dei consumi di risorse naturali; indicatori di risposta sono ad esempio la portata dei rilasci ecologici d'acqua da un invaso artificiale oppure la quantità di nitrati depurati dai reflui di fognatura.

## Criteri di selezione
I criteri di selezione e validazione degli indicatori sono stati messi a punto da diversi enti. Tra questi un contributo fondamentale è stato offerto dall'OCSE (Organizzazione per la Cooperazione e lo Sviluppo Economico) che ha individuato alcuni requisiti imprescindibili per la scelta di un indicatore: rilevanza, consistenza analitica e misurabilità. Per essere definito tale un indicatore deve essere in grado di rappresentare correttamente il fenomeno che interessa monitorare dandone una misurazione di qualità. Deve inoltre essere sensibile, cioè capace di avvertire e misurare le variazioni di tali fenomeni, efficace, cioè capace di adempiere alla sua funzione, ed efficiente, cioè essere sempre in condizione di adempiere alla sua funzione dovendo aggiornare i propri dati costantemente. Quest'ultimo fattore dipende pesantemente dall'azione umana, dalle banche dati con rilevamenti precedenti dello stesso fenomeno e dai costi delle strutture di raccolta dati. 
Un sistema di indicatori deve essere multidimensionale e quindi in grado di rappresentare al meglio le dimensioni della sostenibilità (ambientale, sociale, economica), esaltarne l'armonia e coglierne i collegamenti. Nella scelta va compiuto anche uno sforzo di sintesi, evitando la produzione di liste con un numero eccessivo di indicatori, ma cercando di costruire indicatori aggregati in grado di “catturare” il maggior numero di temi e dimensioni. Gli indicatori in pratica devono sintetizzare la grande quantità di dati esistenti sui sistemi complessi in alcune informazioni essenziali, comprensibili e operative. Ogni indicatore deve essere sistematizzato secondo una gerarchia di importanza variabile di sistema in sistema a causa dello stato ambientale ed economico o dell'azione politica intrapresa sul territorio. A ogni sistema, infatti, possono corrispondere diversi indicatori di sostenibilità “chiave” capaci, cioè, di misurare e riassumere al meglio le condizioni del sistema, i risultati ottenuti e la distanza dall'effettivo conseguimento degli obiettivi ambientali prestabiliti.
Se un sistema di indicatori è finalizzato all'utilizzo all'interno di un processo di pianificazione strategica e di valutazione ambientale strategica, la scelta degli indicatori deve essere condivisa e la costruzione del sistema finale deve avvenire tramite un processo partecipato. La scelta degli indicatori dovrebbe essere ispirata dall'insieme degli obiettivi ambientali da soddisfare. In particolare il processo di selezione degli indicatori prestazionali deve seguire quello della scelta degli obiettivi ambientali; ad esempio se nella valutazione ambientale strategica di un piano del traffico si decidesse di non peggiorare la qualità dell'atmosfera, che appunto è un obiettivo ambientale, allora ci si dovrebbe preoccupare di selezionare anche un indicatore prestazionale corrispondente (che potrebbe riguardare le emissioni d'inquinanti di polveri sottili, limitandole sotto i valori attuali). Nella scelta degli indicatori prestazionali da inserire in una qualsiasi valutazione ambientale si dovrebbe seguire un criterio fondamentale: considerare almeno un indicatore prestazionale per ciascun obiettivo ambientale rilevante nel contesto di riferimento. Questo criterio dovrebbe essere un asse portante di tutte valutazioni ambientali: gli obiettivi ambientali associati ad un'ipotesi di sviluppo (piano-programma, progetto, attività antropica, ecc.), organizzati secondo una gerarchia d'importanza relativa, devono poter essere verificati; quindi devono essere resi misurabili-controllabili attraverso la selezione di una corrispondente gerarchia d'indicatori prestazionali.

## Campi di applicazione
Si possono elencare diversi campi di applicazione degli indicatori di sostenibilità: dalla valutazione ambientale strategica di piani e programmi alla valutazione d'impatto ambientale di progetti; dalla contabilità ambientale ai rapporti sullo stato dell'ambiente, dall'Agenda 21 Locale all'integrazione della componente ambientale nelle politiche di settore, dalla selezione di azioni e progetti alla valutazione di cicli, processi e prodotti, ad esempio nelle fasi di progettazione, realizzazione e gestione di un green building.
In generale il campo di applicazione degli indicatori di sostenibilità riguarda il monitoraggio dei sistemi ambientali e le azioni relative alle politiche di sviluppo. Il monitoraggio di un sistema ambientale può essere esteso a livello locale (quindi cittadino o regionale) ma anche nazionale e internazionale. L'attenzione viene concentrata sui parametri che riguardano l'atmosfera, l'acqua, il suolo, ma anche i settori economici e le variazioni di popolazione, tendendo a una riduzione del consumo energetico e del degrado ambientale anche mediante la sostituzione delle risorse non rinnovabili con le risorse rinnovabili e alla difesa della biodiversità. Grazie a questi dati è possibile migliorare fattori come la vivibilità, l'edificabilità e anche l'economia di un luogo. Le azioni relative alle politiche di sviluppo sono invece azioni della politica locale o nazionale tese a mantenere un buon livello di sviluppo sostenibile dell'ambiente. Una buona azione politica può essere portata avanti tenendo conto degli indicatori di sostenibilità e può riguardare molti ambiti:
- Un'organizzazione migliore del trasporto pubblico teso a diminuire le emissioni di CO2 e l'inquinamento acustico, e, allo stesso tempo, l'ampliamento delle piste ciclabili, il cui utilizzo gioverebbe sia all'ambiente che alla popolazione.
- La protezione del verde rimasto nelle zone urbanizzate e l'impegno nell'aumento della quantità di spazi verdi per unità di territorio per mantenere e difendere la biodiversità sia ambientale che urbana.
- In accordo a quanto detto sopra, per garantire una salubre vivibilità ai cittadini, l'allocazione di industrie e fabbriche al di fuori dei confini urbani, dove l'influenza delle eventuali emissioni inquinanti sulla popolazione urbana risulta ridotta e il danneggiamento alla flora e alla fauna è minimo e più controllato.
- Una campagna di sensibilizzazione rivolta ai cittadini riguardo alla differenziazione dei rifiuti e ad un maggiore impegno da parte delle istituzioni allo smaltimento dei rifiuti solidi urbani anche mediante la produzione di energia derivata dalla combustione delle biomasse, nel completo rispetto dei protocolli UE, che prevedono la termovalorizzazione solo per i rifiuti organici poiché biodegradabili.
- Una riduzione dell'inquinamento elettromagnetico, considerato erroneamente come di minor spessore dai recenti governi, attraverso la rimozione dei ripetitori telefonici dai tetti dei centri urbani e la loro collocazione in punti in cui l'emissione non risulta nociva alla salute pubblica.
- Una regolamentazione commerciale riguardante la diminuzione della vendita di articoli come prodotti chimici o elettrodomestici ad alto consumo di CFC (clorofluorocarburi), HFC (idrofluorocarburi) e altri gas serra che contribuiscono all'espansione del buco dell'ozono. Tale regolamentazione dovrebbe includere anche la riduzione dell'uso di imballaggi delle merci che risultano, la maggior parte delle volte, eccessive e sono sempre molto inquinanti per il terreno e difficili da smaltire.
- La valorizzazione dell'ambiente, dell'ecosistema e dei beni culturali, che porterebbe, in caso di successo, maggiori vantaggi in termini di introiti economici e attività turistiche, garantendo anche una notevole occupazione lavorativa.

Quest'ultimo ambito sta acquistando una sempre maggiore importanza negli ultimi anni considerando il fatto che una buona valorizzazione dell'ambiente porta vantaggi all'ambiente stesso, alla popolazione residente, il cui interesse su questo argomento è in costante crescita, e ai rappresentanti governativi, locali e non, che possono accrescere la propria popolarità e contemporaneamente introitare proventi economici per i governi che rappresentano.